# Farse e moralità
Farse e moralità (Farces et moralités) è una raccolta di sei commedie in un solo atto del 1904 dello scrittore, romanziere e drammaturgo francese Octave Mirbeau.

## I soggetti
Gli amanti (Les Amants, 1901) e Vecchio focolare domestico (Vieux ménages, 1894) trattano delle relazioni fra i sessi, della mistificazione dell'amore e dell'inferno matrimoniale. Scrupoli (Scrupules, 1902) e Il portafoglio (Le Portefeuille, 1902) dimostrano che la legge è oppressiva, arbitraria e non egualitaria, e che tutta la società borghese si fonda sul furto. L'epidemia (L'Épidémie, 1898) svela l'egoismo mostruoso e la stupidaggine dei piccoli borghesi, e Intervista (Interview, 1904)  è une critica della stampa mercantile e della pubblicità.

## Traduzioni
Sono state tradotte in italiano da Fausto Valsecchi (Milano, Sonzogno, 1914 e 1930).